# Lîpove, Peatîhatkî
Lîpove (în ucraineană Липове) este un sat în comuna Bilenșciîna din raionul Peatîhatkî, regiunea Dnipropetrovsk, Ucraina.

## Demografie
Componența lingvistică a localității Lîpove
     Ucraineană (99,47%)
     Alte limbi (0,53%)
Conform recensământului din 2001, majoritatea populației localității Lîpove era vorbitoare de ucraineană (99,47%), existând în minoritate și vorbitori de alte limbi.